# Peperomia pluvisilvatica
Peperomia pluvisilvatica är en pepparväxtart som beskrevs av G.Mathieu. Peperomia pluvisilvatica ingår i släktet peperomior, och familjen pepparväxter. Inga underarter finns listade i Catalogue of Life.